# Villers-les-Bois
Villers-les-Bois és un municipi francès situat al departament del Jura i a la regió de Borgonya - Franc Comtat. L'any 2007 tenia 194 habitants.

## Demografia

### Població
El 2007 la població de fet de Villers-les-Bois era de 194 persones. Hi havia 76 famílies de les quals 20 eren unipersonals (4 homes vivint sols i 16 dones vivint soles), 28 parelles sense fills, 24 parelles amb fills i 4 famílies monoparentals amb fills.
La població ha evolucionat segons el següent gràfic:
Habitants censats

### Habitatges
El 2007 hi havia 97 habitatges, 80 eren l'habitatge principal de la família, 11 eren segones residències i 6 estaven desocupats. 92 eren cases i 5 eren apartaments. Dels 80 habitatges principals, 69 estaven ocupats pels seus propietaris, 8 estaven llogats i ocupats pels llogaters i 3 estaven cedits a títol gratuït; 3 tenien dues cambres, 8 en tenien tres, 20 en tenien quatre i 49 en tenien cinc o més. 54 habitatges disposaven pel capbaix d'una plaça de pàrquing. A 34 habitatges hi havia un automòbil i a 40 n'hi havia dos o més.

### Piràmide de població
La piràmide de població per edats i sexe el 2009 era:
| Homes | Edats   | Dones |
| ----- | ------- | ----- |
| 0     | 95 o +  | 0     |
| 0     | 90 a 94 | 4     |
| 0     | 85 a 89 | 4     |
| 4     | 80 a 84 | 0     |
| 4     | 75 a 79 | 4     |
| 8     | 70 a 74 | 4     |
| 4     | 65 a 69 | 12    |
| 0     | 60 a 64 | 8     |
| 4     | 55 a 59 | 0     |
| 8     | 50 a 54 | 4     |
| 0     | 45 a 49 | 4     |
| 8     | 40 a 44 | 4     |
| 24    | 35 a 39 | 24    |
| 0     | 30 a 34 | 4     |
| 8     | 25 a 29 | 4     |
| 0     | 20 a 24 | 12    |
| 12    | 15 a 19 | 16    |
| 28    | 10 a 14 | 16    |
| 8     | 5 a 9   | 12    |
| 4     | 0 a 4   | 0     |

## Economia
El 2007 la població en edat de treballar era de 123 persones, 92 eren actives i 31 eren inactives. De les 92 persones actives 88 estaven ocupades (47 homes i 41 dones) i 4 estaven aturades (4 dones i 4 dones). De les 31 persones inactives 9 estaven jubilades, 13 estaven estudiant i 9 estaven classificades com a «altres inactius».

### Ingressos
El 2009 a Villers-les-Bois hi havia 87 unitats fiscals que integraven 221 persones, la mediana anual d'ingressos fiscals per persona era de 16.158 €.

### Activitats econòmiques
Dels 4 establiments que hi havia el 2007, 1 era d'una empresa de construcció i 3 d'empreses de comerç i reparació d'automòbils.
L'any 2000 a Villers-les-Bois hi havia 8 explotacions agrícoles que ocupaven un total de 219 hectàrees.

## Poblacions més properes
El següent diagrama mostra les poblacions més properes.